# 高庄汉墓
高庄汉墓，位于中国河北省石家庄市高庄，为石家庄市鹿泉市的一个省级文物保护单位，类型为古墓葬，公布时间为1993年7月15日。
高庄汉墓是河北省继满城汉墓之后发掘的又一座汉代大型墓葬。墓为大型土坑石椁墓，平面呈“中”字型，由墓室、墓道、回廊三部分组成，墓内出土遗物7000余件，出土器物精美，器物纹饰华丽，主要有家畜、家禽、粮仓、厨房用品，有日用生活陶器。有实用车马和彩绘的木质兵马俑、战船、木俑，还有明器车等。根据器物上的铭文，并结合历史文献，高庄汉墓的墓主可能是西汉常山王刘舜。